# Kopanice
Kopanice (en cyrillique : Копанице) est un village de Bosnie-Herzégovine. Il est situé dans la municipalité d'Orašje, dans le canton de la Posavina et dans la fédération de Bosnie-et-Herzégovine. Selon les premiers résultats du recensement bosnien de 2013, il compte 807 habitants.

## Géographie
Le village est situé sur la rive droite de la Save.

## Démographie

### Évolution historique de la population
| 1948 | 1953 | 1961  | 1971  | 1981  | 1991  | 2013 |
| ---- | ---- | ----- | ----- | ----- | ----- | ---- |
| -    | -    | 1 136 | 1 268 | 1 321 | 1 317 | 807  |

|  |